# Bistum Laodicea ad Mare
Koordinaten: 35° 31′ 29,6″ N, 35° 47′ 6,8″ O
Das Bistum Laodicea ad Mare war ein frühchristlich-byzantinischer und zur Zeit der Kreuzzüge lateinischer Bischofssitz in Laodicea ad Mare (heute Latakia, Gouvernement Latakia, Syrien). Mitte des 6. Jahrhunderts war Laodicea Metropolitansitz. Der frühchristlich-byzantinische Bischofssitz ist bereits im 3. Jahrhundert nachgewiesen. 1108 wurde die Stadt von den Kreuzfahrern erobert, die hier allerdings erst in den 1130er Jahren einen lateinischen Bischofssitz neu begründeten. 1287 fiel die Stadt an die Muslime, und der Bischofssitz ging unter.

## Geschichte
Die Stadt Laodicea ad Mare wurde von Seleukos I. Nikator um/nach 300 v. Chr. neu gegründet. Sie ist nach seiner Mutter Laodike benannt. Sehr wahrscheinlich befand sich aber in der Nähe oder an der Stelle bereits eine kleinere Siedlung, die Leuke Akte hieß, und davor eine phönizische Siedlung namens Ramitha. Zur Unterscheidung von Laodicea am Libanongebirge (ad Libanum) wurde dieses Laodicea ad Mare genannt. Laodicea ad Mare, Apamea, Antiochia und Seleucia Pieria bildeten in hellenistischer Zeit die sogenannte (syrische) Tetrapolis; sie waren damals die wichtigsten Städte Nordsyriens. Ab 63 v. Chr. gehörte die Stadt zur römischen Provinz Syria. 193/194 wurde Syria in die beiden Provinzen Syria Coele und Syria Phoenice unterteilt: Laodicea ad Mare gehörte zu Syria Phoenice. Um 400 n. Chr. wurde die Stadt der Provinz Syria Prima zugeteilt. Unter Justinian wurde Laodicea ad Mare um 527/35 die Hauptstadt der neuen, kleineren Provinz Theodorias.
Nach der Überlieferung soll der Apostel Paulus in der Stadt missioniert und die ersten Christen getauft haben. Traditionell gilt der Hl. Lucius von Cyrene als der erste Bischof der Stadt. Im dritten Jahrhundert war Laodicea ad Mare nun nachgewiesenermaßen Bischofssitz. Im Vierten Jahrhundert war die Christengemeinde in Laodicea ad Mare in Nizäner und Arianer gespalten, die jeweils ihre eigenen Bischöfe wählten. Die jeweiligen Bischöfe exkommunizierten sich gegenseitig. Ein bedeutender Vertreter der Nizäner war Bischof Apollinaris von Laodicea, der vom Gegenbischof Georgius exkommuniziert wurde. Um 400 löste sich die arianische Gemeinde auf. Kirchenrechtlich war der Bischofssitz in Laodicea ad Mare ein Suffraganbistum des Kirchenprovinz Seleucia Pieria im Patriarchat von Antiochia. Vermutlich bereits mit der Bildung der Provinz Theodoria 527/35, sicher ab 553 war das Bistum Laodicea ad Mare ein autokephales Bistum, das direkt dem Patriarchen von Antiochia unterstand.
638 eroberten die Araber die Stadt. 970 wurde Laodicea ad Mare von den Byzantinern erobert; sie verloren die Stadt aber nur 10 Jahre später wieder. 1074 konnten die Byzantiner die Stadt erneut einnehmen, verloren sie aber bald darauf wieder an die Muslime. Nach Hamilton soll aber der orthodoxe Bischofssitz noch existiert haben, als die Kreuzfahrer 1097 die Stadt plünderten.

### Die frühchristlich-byzantinischen Bischöfe
- 1. Jahrhundert Lucius von Cyrene
- ca. 250 bis 251 Thelymidres, Bischof während der Verfolgung des Decius
- danach Heliodorus, wurde Bischof in der Regierungszeit von Kaiser Trebonianus Gallus (251–253)[6]
- (†) 264 Socrates[6]
- (†) 268 Eusebius[6]
- 268 bis 282/83 Anatolius[6]
- 325 Stephanus, abgefallen während der Verfolgung des Diokletian (303 bis 313), nahm am Ersten Konzil von Nicäa teil[6]
- 303/313 bis 335 Theodotius (Arianer)[6]
- 335 bis vor † 359 Georgius (Arianer)[6]
- 360 bis 381/394 Pelagius (der arianischen Gemeinde)[6]
- 360 bis 392 Apollinaris (nur der nizänischen Gemeinde),[6] wurde vom arianischen Gegenbischof Georg exkommuniziert
- 394 bis 404 (abgesetzt), 416 (rehabilitiert) Elpidius[6]
- 429 bis 451 Macarius[7]
- um 458 Maximus[7]
- 512 Nicias (Häretiker), nahm an der Inthronisation des Patriarchen Severus teil[3][7]
- 518 Constantinus, Bischof der Syrisch-Orthodoxen Kirche von Antiochien (Häretiker), von Kaiser Justin I. entlassen[7][3]
- 553 Stephanus[7]
- 553 bis 563/64 Dometius, Bischof der Syrisch-Orthodoxen Kirche von Antiochien[3]

## Der lateinische Bischofssitz
1097 wurde Laodicea ad Mare von einem Kreuzfahrerheer geplündert. 1098 kontrollierten die Byzantiner die Stadt für einige Jahre, danach 1101 die Genuesen, die hier mit ihrer Flotte präsent waren. 1103 wurde die Stadt von den Kreuzfahrern unter Tankred von Tiberias erobert, 1104 erneut von den Byzantinern. 1108 kam die Stadt wieder unter die Kontrolle der Kreuzfahrer und wurde nun an das Fürstentum Antiochia angeschlossen. Vergleichsweise spät wurde wohl erst in den 1130er Jahren ein neuer lateinischer Bischofssitz eingerichtet. Der Bischof war ein direkter Suffragan des Lateinischen Patriarchen von Antiochia.

### Bischöfe
- 1141 bis 1161 Geraldus/Gerardus (von Nazareth)[9]
- 1260 Augustinus, OFM[10]
- 1265 Petrus de S. Hilario, OP[11]

### Kanoniker
- 1196 Archidiakon B., wurde später Bischof von Paphos

Im April 1136 wurde die Stadt von Emir Sawar ibn Aytakin von Aleppo erobert und geplündert. 1157 und 1170 war Laodicea ad Mare von schweren Erdbeben betroffen. 1188 wurde die Stadt von Sultan Saladin erobert. 1198 wurden Laodicea ad Mare und Gabala/Jabala von Bohemund III. zurückerobert. Allerdings waren die beiden Städte von den Muslimen dem Erdboden gleichgemacht und die Befestigungen geschleift worden. Vermutlich in den 1240er fiel Latakia wieder an die Muslime. Lediglich der Hafen blieb in christlicher Hand.
1268 nach der Eroberung von Antiochia und dem Untergang des Fürstentums Antiochia wurde Laodicea ad Mare an die Grafschaft Tripolis angeschlossen. 1287 wurde auch der Hafen von Laodicea ad Mare von Sultan Baibars I. eingenommen, und der Bischofssitz ging wieder unter. Der Titel eines Bischofs von Laodicea ad Mare wurde aber weiter vergeben.
In dieser Tradition steht das heutige Titularerzbistum Laodicea in Syria der römisch-katholischen Kirche. Es darf nicht mit dem Bistum Laodicea ad Libanum verwechselt werden, das ebenfalls in Syrien lag, aber zum damaligen Metropolitansitz Damaskus gehörte. In dessen Nachfolge steht das Titularbistum Laodicea ad Libanum.